# Euxoa sepulcralis
Euxoa sepulcralis är en fjärilsart som beskrevs av Alphéraky 1892. Euxoa sepulcralis ingår i släktet Euxoa och familjen nattflyn. Inga underarter finns listade i Catalogue of Life.